# Juan Manuel Cuesta
Juan Manuel Cuesta Baena (Medellín, 9 febbraio 2002) è un calciatore colombiano, attaccante dell'Envigado in prestito dall'Independiente Medellín.

## Caratteristiche tecniche
È un'ala offensiva molto rapida capace di giocare su entrambe le fasce.

## Carriera
Cresciuto nel settore giovanile dell'Independiente Medellín, ha debuttato in prima squadra il 10 marzo 2019 disputando da titolare l'incontro di Categoría Primera A vinto 1-0 contro l'Ind. Santa Fe. 15 luglio 2019 ha trovato il suo primo gol fissando il punteggio sul definitivo 3-0 nell'incontro di campionato disputato contro il  Patriotas Boyacá.

## Statistiche
Statistiche aggiornate al 25 settembre 2020.

### Presenze e reti nei club
| Stagione        | Squadra                | Campionato      | Campionato | Campionato | Coppe nazionali | Coppe nazionali | Coppe nazionali | Coppe continentali | Coppe continentali | Coppe continentali | Altre coppe | Altre coppe | Altre coppe | Totale | Totale | Totale |
| Stagione        | Squadra                | Comp            | Pres       | Reti       | Comp            | Pres            | Reti            | Comp               | Pres               | Reti               | Comp        | Pres        | Reti        | Pres   | Reti   |        |
| --------------- | ---------------------- | --------------- | ---------- | ---------- | --------------- | --------------- | --------------- | ------------------ | ------------------ | ------------------ | ----------- | ----------- | ----------- | ------ | ------ | ------ |
| 2019            | Independiente Medellín | A               | 15         | 2          | CC              | 4               | 0               |                    | -                  | -                  |             | -           | -           | 19     | 2      |        |
| 2020            | Independiente Medellín | A               | 7          | 0          | CC              | 0               | 0               | CL                 | 4                  | 1                  |             | -           | -           | 11     | 1      |        |
| Totale carriera | Totale carriera        | Totale carriera | 22         | 2          |                 | 4               | 0               |                    | 4                  | 1                  |             | -           | -           | 30     | 3      |        |

## Palmarès
- Copa Colombia: 1

Independiente Medellín: 2019